# Néa Léfki
Néa Léfki (Nea Lefki) är en ort i Grekland.   Den ligger i prefekturen Nomós Kastoriás och regionen Västra Makedonien, i den norra delen av landet, 300 km nordväst om huvudstaden Aten. Néa Léfki ligger 674 meter över havet och antalet invånare är 582. Den ligger vid sjön Límni Kastorías.
Terrängen runt Néa Léfki är kuperad åt nordost, men åt sydväst är den platt.Runt Néa Léfki är det ganska glesbefolkat, med 47 invånare per kvadratkilometer. Närmaste större samhälle är Kastoria, 2,5 km nordost om Néa Léfki. Trakten runt Néa Léfki består till största delen av jordbruksmark.